# (211) Isolda
(211) Isolda es un asteroide perteneciente al cinturón de asteroides descubierto el 10 de diciembre de 1879 por Johann Palisa desde el observatorio de Pula, Croacia.
Está posiblemente nombrado por Isolda, un personaje de las leyendas artúricas.